# Йосеф, Овадья
Овадья́ Йосе́ф (ивр. עובדיה יוסף‎; 23 сентября 1920, Багдад — 7 октября 2013, Иерусалим) — главный сефардский раввин Израиля (ришон ле-Цион) в 1973—1983 годах, крупнейший галахический авторитет сефардских евреев, духовный лидер партии ШАС.

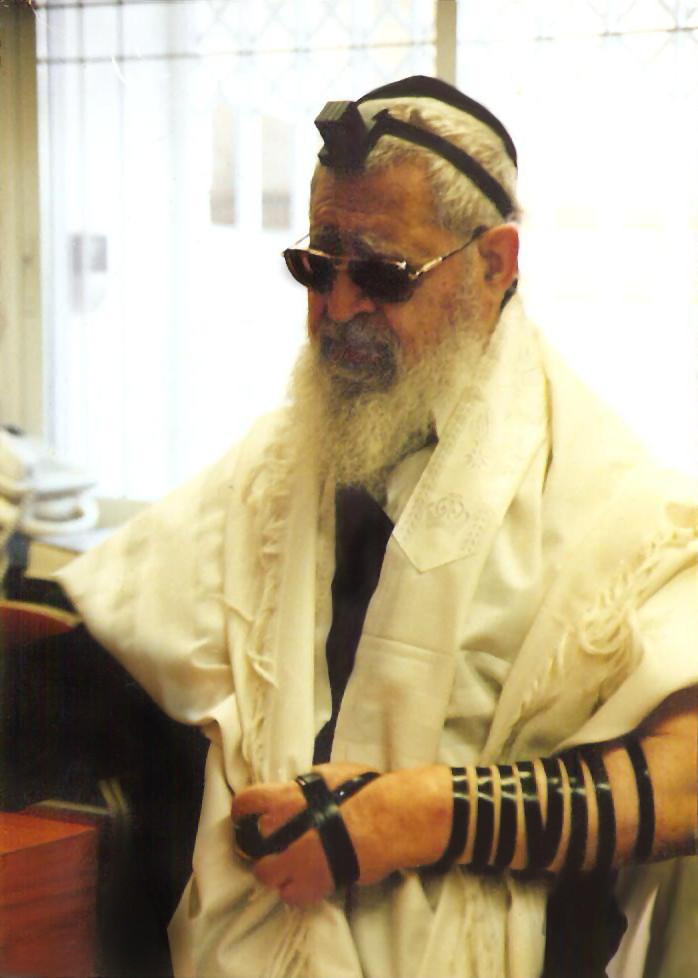
О. Йосеф в тфилин и талите, 2007 год

## Биография
Овадья родился в Багдаде под именем Йосеф Овадья (Юсуф Абдалла в арабском произношении); при рождении получил имя Йосеф, а имя Овадья служило ему фамилией, однако со временем поменял имя и фамилию местами. Отец Яков Овадья, мать Гурджия. Родители были из простой семьи и являлись двоюродными по крови. Дед по отцу тоже Овадья Йосеф, был убит на багдадском рынке местным арабом, когда будущему отцу раввина только исполнилось 13 лет. В семье был ещё брат Наим (1922—2013), активист организации Эцель и продолжатель дела отца, и ещё 6 братьев и сестёр. В 1924 году семья переехала в Иерусалим и поселилась в Бухарском квартале. Отец Овадьи в Ираке работал ювелиром, а в Иерусалиме открыл небольшую лавку и хотел со временем ввести сына в свои дела, однако молодой Овадья не проявил к этому никакого интереса и не смог предотвратить кражи. Окружающие обратили внимание на хорошие способности Овадьи в изучении Торы, и он был направлен в иешиву «Порат Йосеф». Рав Овадья быстро проявил себя там как один из наиболее одарённых учеников рава Эзры Атии и вскоре был замечен главным раввином Бен-Ционом Узиэлем, который дал ему смиху в 20 лет. В 17 лет опубликовал свою первую книгу «Ябиа омер» и начал вести урок в синагоге по Бен-Иш-Хаю, которого постоянно критиковал, чем вызывал недовольство слушателей иракских евреев. Вскоре после женитьбы на Маргалит Фаттал в 1943 году рав Узиэль отправил молодого раввина в 1946 году в Египет, чтобы занять должность заместителя главного раввина. Рав Овадья быстро себя проявил как выдающийся организатор и эрудит, несмотря на молодой возраст, улучшил духовное положение общины и смог наладить хорошие отношения с властями. В 1950 году вскоре после создания Израиля рав Овадья вернулся и был назначен судьёй окружного раввинского суда Петах-Тиквы и в 1955 Иерусалима. В 1953 основал свою первую иешиву для молодых женатых сефардов «Ор ха-Тора». До этого таких иешив практически не было. В 1968—1973 годах занимал должность сефардского раввина Тель-Авива. В 1970 году получил премию по религиозной литературе. С 1973 по 1983 годы — главный сефардский раввин Израиля. После Войны Судного дня взял на себя более 1000 дел, связанных с освобождением от брачных уз (агунот) вдов погибших солдат, и смог найти доказательства гибели практически всех мужей. В 1979 во время переговоров с Египтом впервые издал постановление, разрешающее отдавать территории в обмен на мир во избежание кровопролития. Ушёл с должности в связи с новым законом, ограничивающим каденцию главных раввинов до 10 лет
.
В 1983 был среди учредителей партии ШАС вместе с равом Элиэзером Менахемом Шахом и с тех пор являлся её духовным руководителем. В 1992 вступил в разногласия с равом Шахом и призвал партию ШАС войти в коалицию во главе с Ицхаком Рабином. Рав Шах был сильно обижен на рава Овадью и отказался ему простить такой поступок. После выступления рава Шаха в иешиве «Поневеж» против создания коалиции Рабина и поведения рава Овадьи книги последнего были вынесены из многих ашкеназских синагог, а самого рава Овадью прозвали «осёл, несущий книги». В 1999 году израильский суд объявил лидера партии ШАС А. Дери виновным во взяточничестве и потребовал от него выплаты штрафа в сумме 250 000 и присудил ему 4 года тюрьмы. Рав Овадья принял участие в массовой демонстрации в поддержку А. Дери и объявил его невиновным. На выборах главных раввинов Израиля в 2013 году рав Овадья объявил своего сына Ицхака главным кандидатом от партии ШАС и вызвал к себе практически всех выборщиков с требованием поддержать его сына, что в конечном итоге привело к желаемому результату.
Умер в Иерусалиме 7 октября 2013 года и в тот же день погребён на кладбище «Санхедрия», на похоронах присутствовало более 750 тысяч человек.

## Семья
Рав Овадья был женат на Маргалит Петаэль с 1944 года до её смерти в 1994 году. От этого брака родились 11 детей — 5 сыновей и 6 дочерей.
1. Адина Бар-Шалом (р. 1946) — основатель женского харедимного колледжа
2. Яаков Йосеф (1946—2013) — раввин района Гиват-Моше, Глава иешивы «Хазон Яаков» и депутат кнессета в составе первой фракции партии ШАС
3. Малка Сассон — жена рава Меира Сасона — бывшего раввина Гистадрута
4. Авраам Йосеф (р. 1949) — главный раввин Холона
5. Яфа Коэн — бывшая жена рава Шалома Коэна — раввина района Иерусалима Комемьют-Талабия, директор офиса А. Дери, когда тот был министром внутренних дел, заместитель мэра Эльада
6. Ицхак Йосеф — главный сефардский раввин Израиля
7. Ривка Чикотай — сестра-близнец Сары, жена главного сефардского раввина Модиина Давида Чикотая
8. Сара Толедано — сестра-близнец Ривки, художница, жена рава Мордехая Толедано — главы бейт-мидраша «Ябиа Омер»
9. Давид Йосеф (р. 1960) — главный раввин иерусалимского района Хар-Ноф
10. Леа Битбуль — жена рава Аарона Бутбуля — раввина округа Модиин
11. Моше Йосеф (р. 1966) — глава системы кашрута «Бейт-Йосеф»

## Книги рава Овадьи Йосефа
- Вопросы и ответы на трактат Хорайот Ябиа Омер — 10 томов
- Ехаве Даат — вопросы и ответы на трактат Хорайот, на основе передач по «Голосу Израиля»
- Молитвенник Хазон Овадья

## Скандальные высказывания Овадьи Йосефа
Наиболее радикальные высказывания Овадьи Йосефа не раз оказывались в центре внимания прессы. В 2000 году он заявил, что жертвы Холокоста получили возмездие за грехи, совершённые ими в предыдущих воплощениях. В 2009 году он вновь заявил, что евреи — жертвы нацизма понесли наказание от Бога за грехи их предков (непослушание и отсутствие богобоязненности). Эти высказывания вызвали критику Йосефа как со стороны религиозных авторитетов, в частности главного раввина Израиля М. Лау, так и светских политиков, включая премьер-министра Э. Барака.
Во время урагана «Катрина», обрушившегося на США, он заявил, что ураган — наказание президенту США Дж. Бушу за поддержку эвакуации еврейских поселений из сектора Газа, а также американским неграм — за то, что они не исполняют семь законов потомков Ноя.
Не раз рав Овадья выступал в своих проповедях против действующих премьер-министров и политиков, назвав Барака в бытность премьером «хромой козой», а Сарида в его бытность министром просвещения перед Пуримом сравнил с Аманом.
В 2001 году, в разгар интифады Аль-Аксы, выступая в канун Песаха, он сказал, что враги пытаются уничтожить еврейский народ со времён исхода из Египта, и призвал не быть (сегодня) милосердными к арабам, желающим, по его мнению, уничтожить евреев:

Нельзя проявлять милосердие к ним, необходимо выпустить по ним ракеты и уничтожить их. Они прокляты и являются злом.

Позже рав Овадья заявил, что цитирование не было корректным и его слова относились не ко всем арабам, а к исламским террористам, нападавшим на израильтян. Он также призвал к улучшению условий жизни израильских арабов, высказав своё «глубокое уважение к арабам, стремящимся к миру».
За несколько дней перед парламентскими выборами 10 февраля 2009 года Овадья Йосеф подверг резкой критике А. Либермана, заявив, что те, кто голосует за Либермана, помогают дьяволу и совершают большой грех.
29 августа 2010 года, в своей проповеди в канун Рош ха-Шана, совпавшего с предстоявшими в США прямыми переговорами между Израилем и ПНА, рав Овадья добавил к традиционному «да сгинут наши враги и ненавистники» пожелание, чтобы:

…этот мир покинули все злодеи, которые ненавидят Израиль, такие, как Абу Мазен [Махмуд Аббас]. […] Да поразит их Господь — вместе со всеми палестинцами, которые нападают на Израиль.

Глава переговорного отдела ПНА Саиб Арикат потребовал от премьер-министра Израиля Б. Нетаньяху осудить заявление рава Овадьи Йосефа, назвав его «призывом к геноциду». В ответном официальном заявлении за подписью главы правительства было указано, что «Б. Нетаньяху и кабинет министров не разделяют взглядов и позиции раввина Йосефа, и что высказывание лидера ШАС является выражением его собственного мнения».
Три недели спустя рав Овадья разослал примирительное послание, повторив в нём свою старую позицию в поддержку «мирного процесса». Он пожелал «долгих лет» тем палестинцам и их лидерам, «которые являются партнёрами в этом важном [мирном] процессе и хотят его успеха», благословив «все народы и их лидеров, участвующих в этом важном процессе, который принесет мир в нашем регионе и не допустит кровопролития».
В октябре 2010 года Йосеф заявил, что «единственное предназначение неевреев — это обслуживание евреев. Гои были рождены, чтобы служить нам. У них нет другого дела в этом мире, только служить народу Израиля. Они будут работать и пахать. Мы будем сидеть как эфенди и есть. Неевреев ведь именно для этого создали».

## Покушения на рава Овадью Йосефа
В апреле 2005 Шабак арестовали трёх членов террористической организации Народный фронт освобождения Палестины, которые вели слежку за Овадьёй Йосефом. Одного из них, Мусу Дарвиша, 15 декабря 2005 приговорили к 12 годам тюремного заключения за планирование покушения и другие преступления.